# هیترو (فلوریدا)
هیترو (به انگلیسی: Heathrow) یک منطقهٔ مسکونی در ایالات متحده آمریکا است که در شهرستان سمینول، فلوریدا واقع شده‌است. هیترو ۸٫۶ کیلومتر مربع مساحت و ۵٬۸۹۶ نفر جمعیت دارد و ۱۵ متر بالاتر از سطح دریا قرار دارد.